# اچ‌ام‌تی آمیتیست
اچ‌ام‌تی آمیتیست (به انگلیسی: HMT Amethyst) یک زیردریایی بود که طول آن 157 feet 3 inches بود. این زیردریایی در سال ۱۹۳۴ ساخته شد.